# Senecio kumaonensis
Senecio kumaonensis là một loài thực vật có hoa trong họ Cúc. Loài này được Duthie ex C.Jeffrey & Y.L.Chen miêu tả khoa học đầu tiên năm 1984.